# Angra dos Reis
Angra dos Reis è un comune del Brasile nello Stato di Rio de Janeiro, parte della mesoregione del Sul Fluminense e della microregione di Baía da Ilha Grande.
La città deve il suo nome ("insenatura dei re") alla circostanza che il navigatore portoghese Gonçalo Coelho la scoprì il 6 gennaio 1502, giorno dell'Epifania, dunque come omaggio ai Re Magi.
L'isola di Ilha Grande, 193 km² di superficie e una vetta di 1.031 m s.l.m., fa parte del territorio comunale di Angra dos Reis.
La maggior parte dell'area urbana è circondata da colline, il che ha contribuito a far sì che talvolta venga colpita da disastri naturali come le frane. Secondo il censimento del 2010, ad Angra circa il 36% della popolazione vive in favelas, situate su colline o aree di mangrovie. Ciò colloca il comune al decimo posto tra le città brasiliane, in termini di percentuale di famiglie in questo tipo di agglomerato urbano nel paese.